# Килово люлеене
Киловото люлеене е променливо накланяне на плаващ плавателен съд (кораб) към носа и кърмата под действие на вълнение или други външни сили.
Киловото люлеене влошава условията за работа на механизмите и приборите. Предизвиква снижаване на скоростта на хода на съда.
Отрицателно въздейства на организма на човека, водейки до влошаване на самочувствието и загуба на работоспособност.
При военните кораби люлеенето може да доведе до невъзможност за използването на бойните системи, извеждайки ги от боеготовност.
При големи амплитуди може да доведе до загуба на устойчивост на съда и неговото потъване.